# Рабка-Здруй
Рабка-Здруй (пол. Rabka-Zdrój) — город в Польше, входит в Малопольское воеводство, Новотаргский повят. Имеет статус городско-сельской гмины. Занимает площадь 36,59 км². Население — 13 058 человек (на 2004 год).

## История
С конца XIX века село Рабка-Здруй была известным детским курортом. Статус города получил 21 сентября 1953 года. В 1996 году Международный Совет Ордена Улыбки присвоил городу звание «Город детей мира» — эта фраза на польском языке была добавлена на флаге города.

## Достопримечательности
- Музей имени Владислава Оркана;
- Музей Ордена Улыбки на территории луна-парка «Рабкалэнд».

## Известные жители и уроженцы
- Ян Шал (1899—1942) — польский авиаконструктор, изобретатель, предприниматель, автор учебников по космогонии.